# Notre-Dame-d'Aliermont
Notre-Dame-d'Aliermont és un municipi francès situat al departament del Sena Marítim i a la regió de Normandia. L'any 2007 tenia 621 habitants.

## Demografia

### Població
El 2007 la població de fet de Notre-Dame-d'Aliermont era de 621 persones. Hi havia 201 famílies de les quals 20 eren unipersonals (20 dones vivint soles i 20 dones vivint soles), 68 parelles sense fills, 101 parelles amb fills i 12 famílies monoparentals amb fills.
La població ha evolucionat segons el següent gràfic:
Habitants censats

### Habitatges
El 2007 hi havia 234 habitatges, 211 eren l'habitatge principal de la família, 10 eren segones residències i 12 estaven desocupats. 230 eren cases i 1 era un apartament. Dels 211 habitatges principals, 191 estaven ocupats pels seus propietaris, 18 estaven llogats i ocupats pels llogaters i 2 estaven cedits a títol gratuït; 3 tenien dues cambres, 25 en tenien tres, 66 en tenien quatre i 117 en tenien cinc o més. 161 habitatges disposaven pel capbaix d'una plaça de pàrquing. A 85 habitatges hi havia un automòbil i a 117 n'hi havia dos o més.

### Piràmide de població
La piràmide de població per edats i sexe el 2009 era:
| Homes | Edats   | Dones |
| ----- | ------- | ----- |
| 0     | 95 o +  | 0     |
| 4     | 90 a 94 | 4     |
| 0     | 85 a 89 | 0     |
| 8     | 80 a 84 | 0     |
| 8     | 75 a 79 | 12    |
| 8     | 70 a 74 | 12    |
| 16    | 65 a 69 | 4     |
| 16    | 60 a 64 | 8     |
| 8     | 55 a 59 | 16    |
| 24    | 50 a 54 | 28    |
| 16    | 45 a 49 | 16    |
| 16    | 40 a 44 | 20    |
| 24    | 35 a 39 | 28    |
| 12    | 30 a 34 | 12    |
| 20    | 25 a 29 | 8     |
| 12    | 20 a 24 | 16    |
| 20    | 15 a 19 | 12    |
| 24    | 10 a 14 | 16    |
| 20    | 5 a 9   | 16    |
| 8     | 0 a 4   | 8     |

## Economia
El 2007 la població en edat de treballar era de 420 persones, 307 eren actives i 113 eren inactives. De les 307 persones actives 279 estaven ocupades (154 homes i 125 dones) i 28 estaven aturades (11 homes i 17 dones). De les 113 persones inactives 32 estaven jubilades, 41 estaven estudiant i 40 estaven classificades com a «altres inactius».

### Ingressos
El 2009 a Notre-Dame-d'Aliermont hi havia 229 unitats fiscals que integraven 666 persones, la mediana anual d'ingressos fiscals per persona era de 15.861 €.

### Activitats econòmiques
Dels 13 establiments que hi havia el 2007, 4 eren d'empreses extractives, 1 d'una empresa de fabricació de material elèctric, 1 d'una empresa de fabricació d'altres productes industrials, 4 d'empreses de construcció, 1 d'una empresa de comerç i reparació d'automòbils, 1 d'una empresa de transport i 1 d'una entitat de l'administració pública.
Dels 5 establiments de servei als particulars que hi havia el 2009, 1 era un taller de reparació d'automòbils i de material agrícola, 2 paletes, 1 fusteria i 1 lampisteria.
L'any 2000 a Notre-Dame-d'Aliermont hi havia 20 explotacions agrícoles que ocupaven un total de 992 hectàrees.

## Equipaments sanitaris i escolars
El 2009 hi havia una escola elemental integrada dins d'un grup escolar amb les comunes properes formant una escola dispersa.

## Poblacions més properes
El següent diagrama mostra les poblacions més properes.